# Muralla de Valladolid
La Muralla de Valladolid o cerca de esta ciudad española fue una fortificación medieval cuya antigüedad y existencia ha sido motivo de investigación y especulación por parte de muchos historiadores desde Juan Antolínez de Burgos (Valladolid, 1561 – íd., d. de 1644) hasta los más recientes del siglo XXI. Solo se tiene documentación histórica y testimonio arqueológico de la muralla o cerca construida en los siglos XII y XIII aun cuando la tradición y algunos comentarios apunten a una primera cerca «hecha de tapial y estacas» anterior a la llegada del conde Ansúrez.
Con el discurrir de los siglos el recinto amurallado fue cambiando tanto en amplitud como en delimitación; se llegaron a construir cuatro cercas o murallas (cuatro contando con la primitiva de la que se tiene mínima noticia). Alguna tuvo función defensiva como fortificación y otras, las más cercanas en el tiempo, tuvieron un cometido fiscal e incluso sanitario pues al cerrar sus puertas en caso de epidemia se impedía el acceso de los afectados a la ciudad.

## Antecedentes históricos
Sobre Valladolid como núcleo habitado antes de la llegada del conde Ansúrez no hay información documentada. Sólo hay unas débiles referencias y suposiciones que se sacaron con la ayuda de la historia posterior. A finales del siglo XI se conoce el nombre de un lugar geográfico y el hecho de que tenía una cerca y dos parroquias. El lugar geográfico era «Valledolit», lugar donde se asentaron como granjeros y labradores algunos vecinos de Cabezón; eligieron el sitio de mayor altura para vivir y las tierras del valle para cultivar. En este espacio elevado se construiría en algún momento una humilde fortificación o «alcazarejo», con su cerca y dos iglesias parroquiales en el centro: San Julián y San Pelayo.
En época de repoblación llegó al lugar el conde Ansúrez (1072) a quien el rey había encargado la colonización de aquellas tierras. Llegó y se estableció extramuros donde mandó construir una iglesia colegiata y un palacio que tendría también su capilla: «(...aeclesiae Santae Maria de Valleoliti sita sicus rivulum Pisoricae in territorium de Cabezone...)» El lugar elegido para establecerse fue lejos del núcleo antiguo, sin alcázar y sin murallas y cercano al río Esgueva —espacio que sería con el tiempo la plaza de la Universidad— y pasó a ser el centro de la población dando lugar al nacimiento de un nuevo barrio. Siguiendo el eje de la calle de Francos (después calle de Juan Mambrilla), surgieron tres parroquias: San Martín, la Magdalena y San Esteban. No se tienen datos ni documentales ni arqueológicos de que existieran edificaciones defensivas durante esta época ansuriana lo que ha llevado a la conclusión de que fueron unos años de intensa repoblación y urbanismo encaminado al bienestar de los habitantes recién llegados. Así entendió el conde Ansúrez que debía ser el comienzo para un posterior progreso de Valladolid.

## Fortificaciones anteriores alsigloXII
La historia del núcleo de la población que en 1072 encontró el repoblador conde Ansúrez con el nombre de Valledolit sigue siendo un enigma para los historiadores de la ciudad. Esos años del siglo XI carecen de información documental y arqueológica.
Del hipotético castillo o alcázar con su correspondiente muralla no se tiene testimonio en documentos y la arqueología no ha tenido ocasión de encontrar vestigios en este casco histórico que ha soportado tantas trasformaciones a través de los tiempos.
Se especula sobre una fortificación con torre cuadrada y una cerca que partiendo de ella rodearía el núcleo urbano en cuyo centro se encontraban las dos parroquias de San Julián y San Pelayo.

### Valoración de los historiadores
Siguiendo cronológicamente los escritos de algunos historiadores a partir de Antolínez de Burgos (siglo  XVII) se pueden extraer sus descripciones:
- Antolínez de Burgos escribe que el núcleo urbano se protegía con una muralla ovalada con un perímetro de un km y medio; partía del alcázar edificado en el ángulo suroeste donde confluía el río Esgueva con el Pisuerga y tras su recorrido volvía a enlazar en el mismo lugar. En realidad lo que describe es la muralla construida entre los siglos XII y XIII.[10]
- Agapito y Revilla en 1935 cree que la población existente antes de la llegada del conde Ansúrez tenía ya una cierta importancia «como demuestra la existencia de una muralla». Da por hecho que efectivamente existía.
- Amando Represa en 1980 siguiendo la lectura de Antolínez de Burgos escribe que «la muralla sería de aparejo tosco, de piedra sin trabajar, asentada a hueso, un tanto ciclópea». Cree que tuvo cuatro puertas por las que se seguiría el camino de Madrid, de Tudela de Duero, de Cabezón de Pisuerga y al Puente Mayor sobre el río Pisuerga.[11]
- Adeline Rucquoi (1987) razona que en caso de que el núcleo poblacional estuviera amurallado no sería sino «una cerca hecha de tapial, adobe y estacas». Y hace el comentario: «... cuando la villa sale de la oscuridad que la rodeaba, a finales del siglo XI, solo sabemos de ella su nombre y el hecho de que tenía dos parroquias...»[12]

## SiglosXIIyXIII

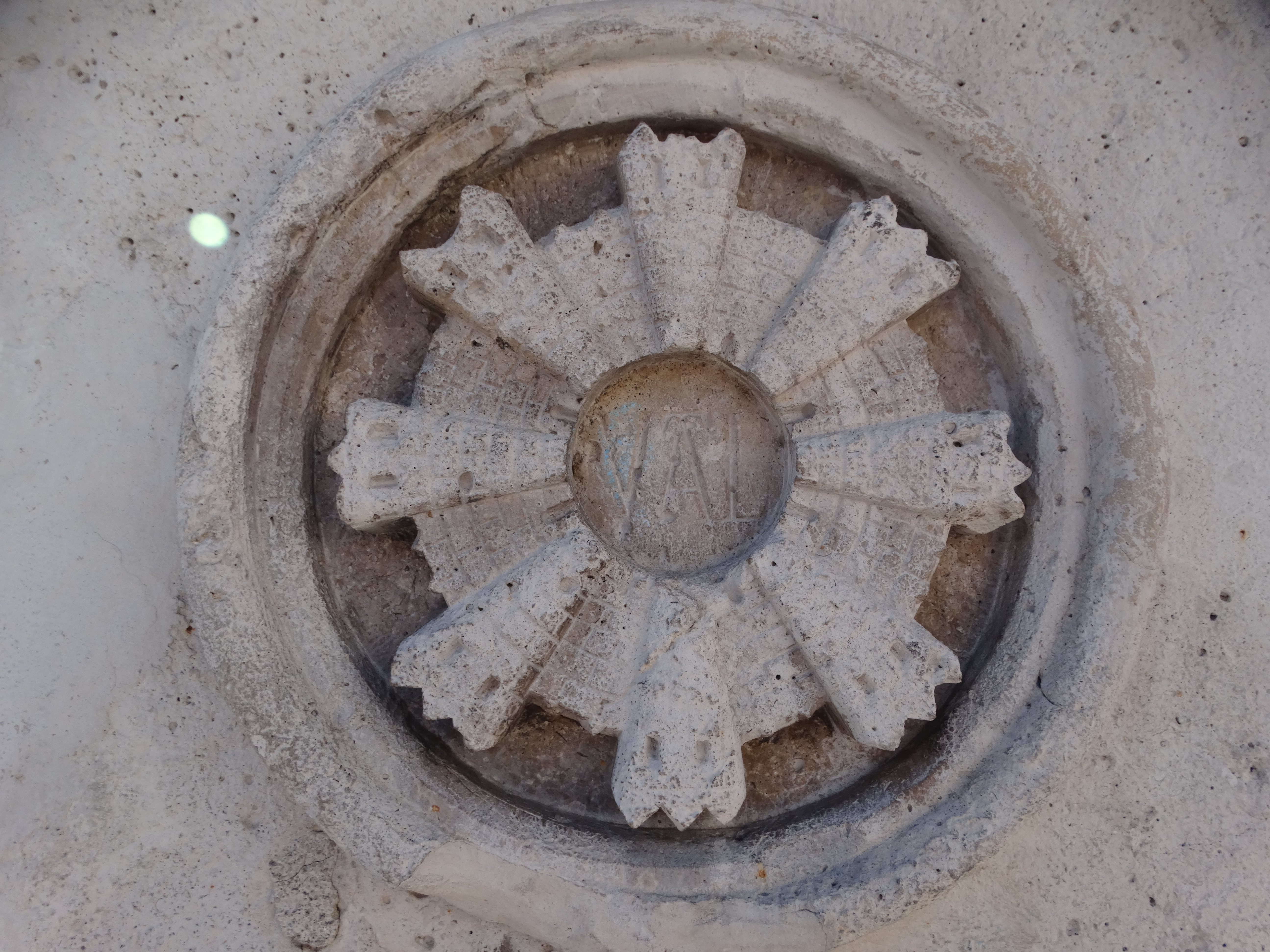
Recreación en piedra del primer sello de la ciudad. Se encuentra en el pedestal de la estatua del conde Ansúrez (plaza Mayor)

Entre finales del siglo XII  y comienzos del siglo XIII se construyó la cerca de la que sí se tiene testimonio escrito y arqueológico que sustituiría a aquella otra primitiva pre-ansuriana.
Desde mediados del siglo XII y a lo largo de todo el siglo XIII se sucede un gran desarrollo y una gran actividad constructiva en la población. Corren tiempos de desavenencias y discordias entre los reinos de León y Castilla y Valladolid es una ciudad de frontera por lo que se supone que su núcleo debe estar rodeado de una buena muralla construida en piedra y que tenga sus puertas torreadas. Y así se hace, consolidando al mismo tiempo el alcázar que también se levanta en buena piedra y que en documentos del siglo XIII (1298) denominan como «castillo viejo».
El trazado y descripción de esta segunda muralla —que para algunos autores sería la primera— corresponde con la descripción hecha por Antolínez de Burgos en el siglo XVII aunque este autor creyera que se trataba de la primitiva pre-ansuriana. 
Su construcción respondía a un modelo militar con cubos y puertas torreadas además de los postigos distribuidos a todo lo largo, que debieron ser bastante numerosos, tales como el postigo del río, postigo del trigo, ambos junto al alcázar. 
En bastantes documentos del siglo XIV y en la primera mitad del siglo XV puede encontrarse la descripción de la muralla coincidiendo con su desmonte y desmantelamiento
y también la referencia del nombre de puertas y postigos. Esta muralla se verá plasmada en el primer sello que tuvo Valladolid en el siglo XIII y también en sus armas.

### Trazado

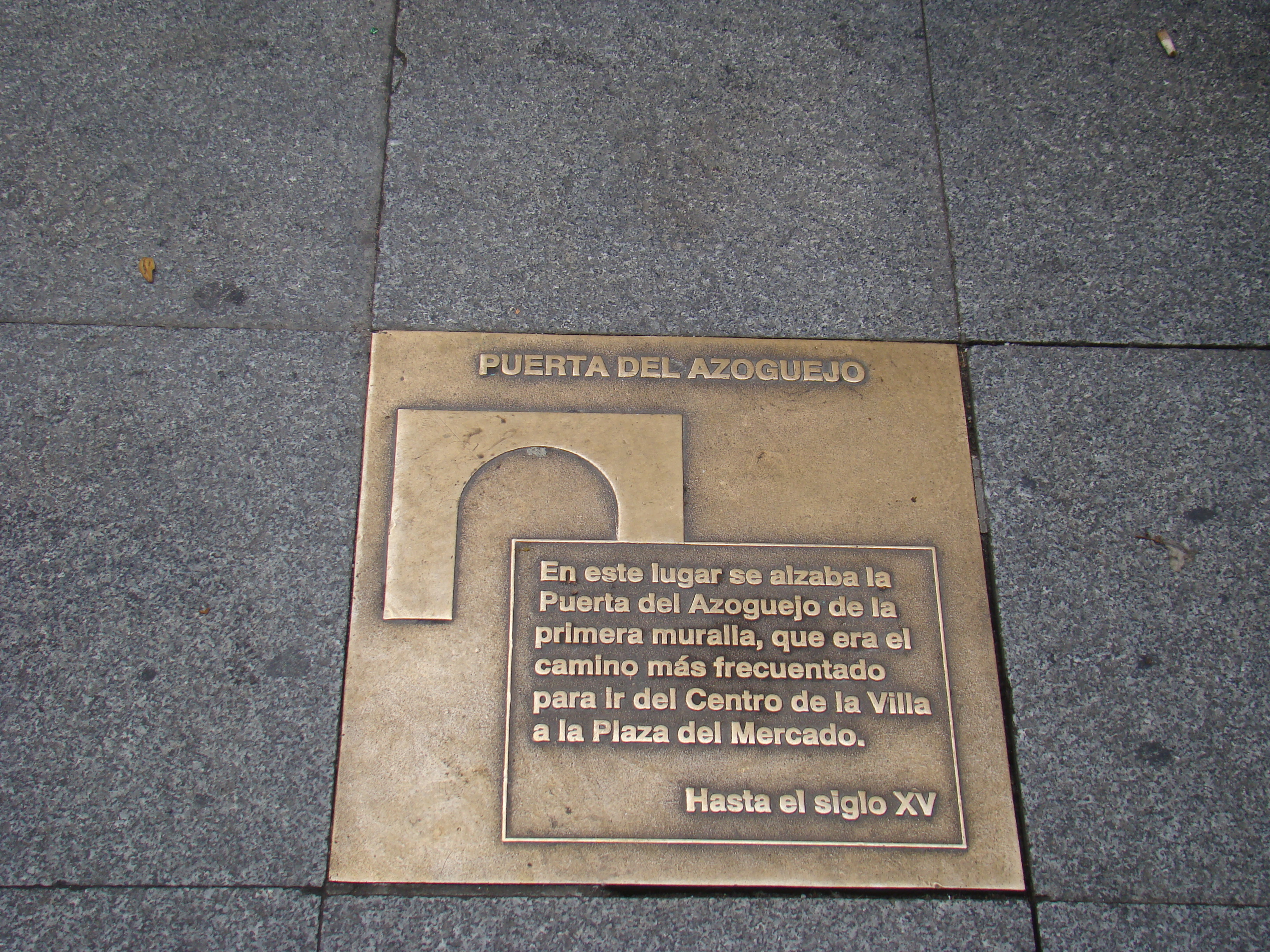
Placa informativa sobre la puerta del Azoguejo en la «cerca vieja»

Siguiendo la descripción de Antolínez de Burgos se puede localizar el recorrido de la muralla comenzando por el alcázar (monasterio de San Benito). Seguía por detrás de dicha fortificación y llegaba hasta la calle de Expósitos —antes calle de la Puente—; desde allí a San Quirce hacia el este para llegar a la plaza de San Pablo; desde aquí por la calle de las Angustias —antes Corredera de San Pablo— pasando por el teatro Calderón —antes palacio del Almirante y antes de esta construcción terreno libre—; desde allí por la calle del Cañuelo —desaparecida— para enlazar con la calle de Macías Picavea —antes Cantarranas— llegar a Azoguejo —donde se encontraba una puerta— y seguir por la calle del Conde Ansúrez —antes Corral de la Copera—; atravesaba la calle de Zapico donde se han encontrado vestigios y llegaba de nuevo al alcázar.

### Arqueología

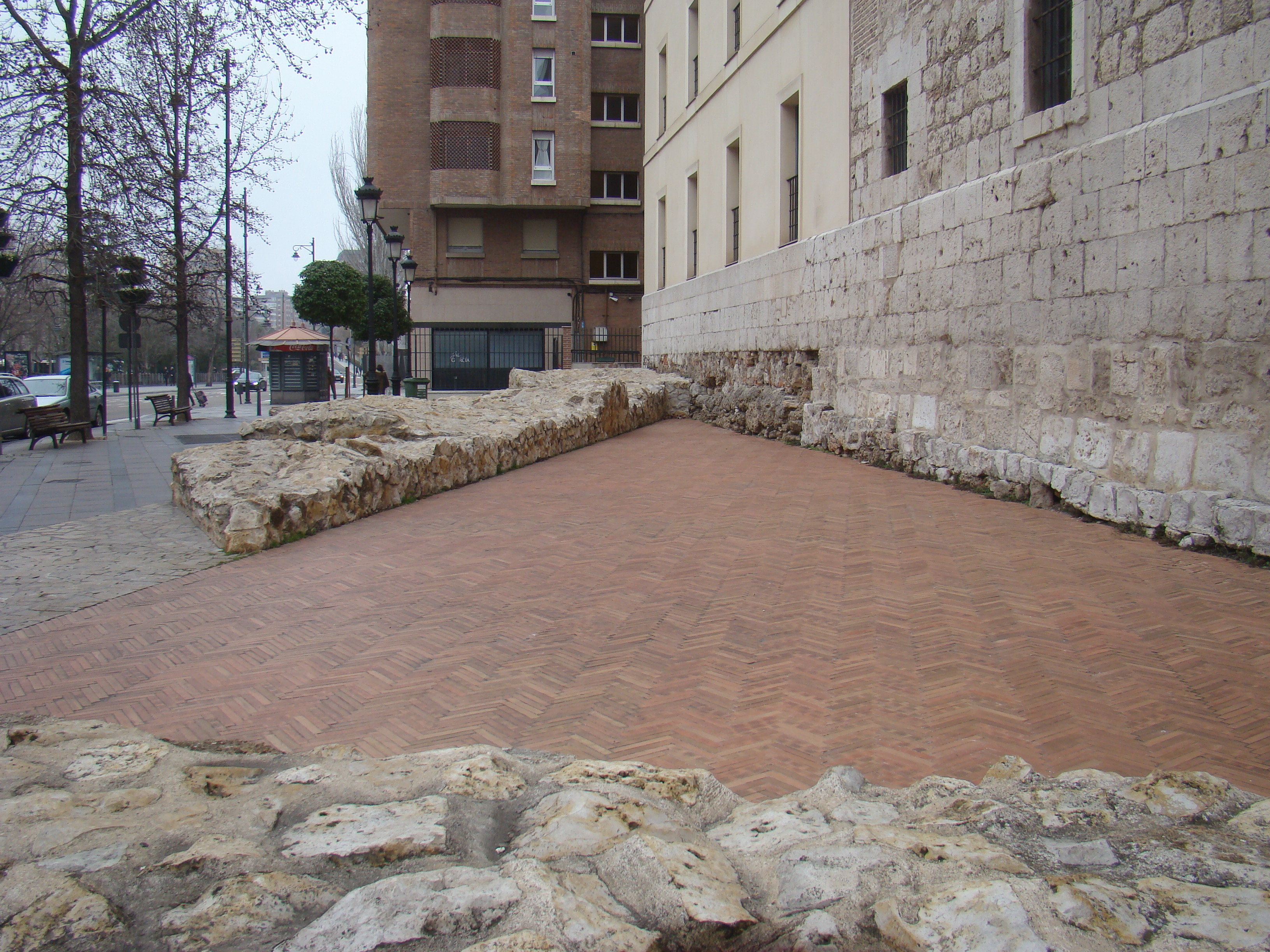
Vestigios de la muralla del siglo XII-XIII en el monasterio de San Benito, antiguo alcazarejo. Fue destruido en 1704 para la edificación de la Hospedería del Monasterio de San Benito el Real.

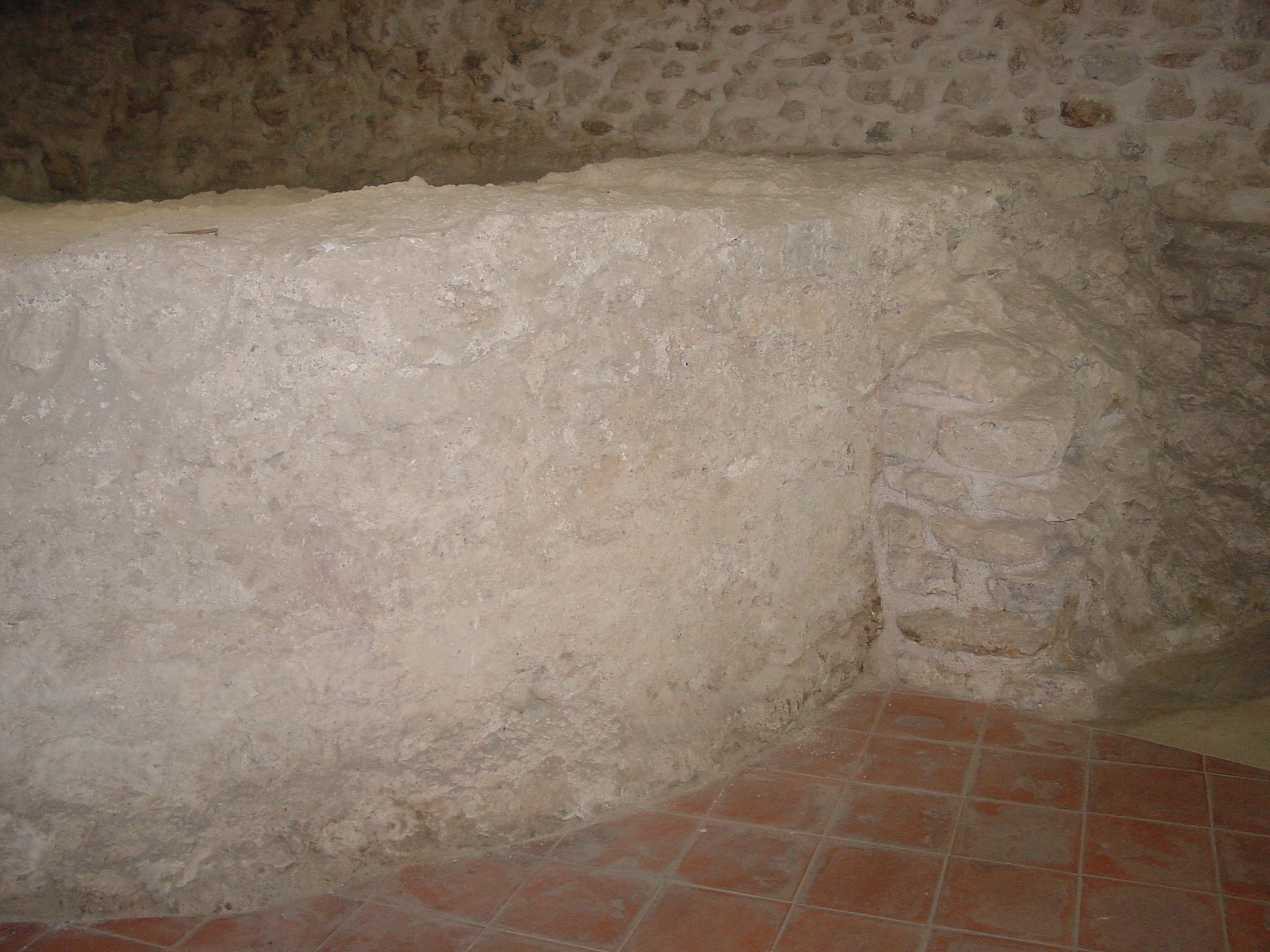
Vestigios de la muralla. Trabajos arqueológicos en San Benito (1990)

Se han podido constatar algunos vestigios de esta muralla gracias a determinadas obras públicas realizadas pero se ha podido hacer poca labor arqueológica de campo porque la ciudad está literalmente construida sobre el circuito de la cerca. Se han llevado a cabo dos trabajos arqueológicos destacables que son los realizados en el monasterio de San Benito, lo que fue el alcazarejo, y los del tramo de la calle de las Angustias. Los trabajos en la zona de San Benito fueron dirigidos en 1990 por los arqueólogos de la Escuela Taller de San Benito que investigaron todo lo comprendido en el propio alcazarejo y en su muralla. 
Tras estas investigaciones se pudo dar constancia de la cronología y de la existencia de algunos lienzos de muralla y del foso así como los materiales empleados y fecha de su construcción que sería sobre mediados del siglo  XII.
En el tramo correspondiente a la calle de las Angustias comenzaron las campañas de excavación en el año 1986 en el solar existente en el número 11. Los sondeos sacaron a la luz dos estructuras diferentes: una presentaba unos cimientos de grandes piedras calizas y la otra estaba compuesta por cimientos con dos filas de piedras más bien pequeñas y materiales cerámicos. Ambos eran de cronología diferente.

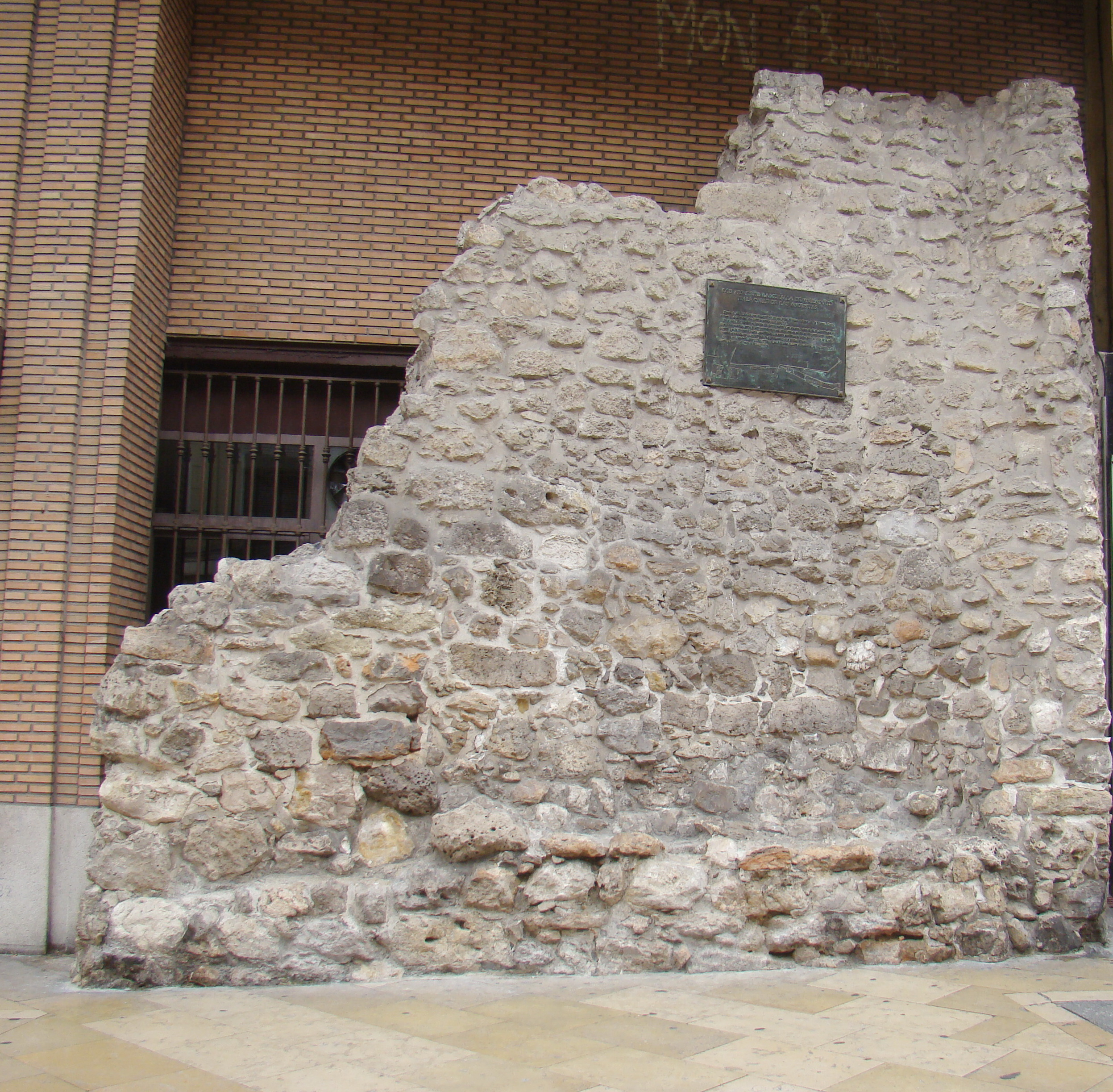
Recreación del tramo de muralla correspondiente a un cubo cuya silueta semicircular está dibujada en el pavimento con losas ocres

Los segundos sondeos se hicieron en 1989; se encontró un gran muro y junto a él una configuración semicircular. Los arqueólogos interpretaron que el lienzo conservado podría ser un alzado sobre la posible muralla anterior a la época ansuriana. En 1990 salió a la luz una estructura que por su forma y volumen podrían ser los cimientos de una torre que tal vez flanqueara una puerta. Los materiales estudiados remitieron a la fecha del siglo  XII.
Respecto a la famosa "muralla" que apareció en la calle de las Angustias, se trata de una representación de la verdadera muralla, que se encuentra bajo tierra. De hecho, el muro tiene una placa con el siguiente texto:

Los restos de la muralla de Valladolid en la calle de las Angustias
Desde el año 1986 se han documentado en este lugar diversos vestigios de la primera Cerca defensiva de la ciudad, que debió levantarse en el siglo XII. 
En el siglo XV, perdida su función fue deteriorándose y en algunos puntos sirvió de cimentación a otras construcciones, como la correspondiente a este muro que en su día se interpretó como vestigio original y se ha mantenido como recordatorio. Los restos auténticos se hallan bajo la cota de la calle siguiendo el trazado que se ha reflejado en el pavimento y en el gráfico adjunto.
Existen en Valladolid otras partes visibles de los diferentes recintos amurallados, en San Benito, Las Huelgas Reales y el Prado de la Magdalena."

En 1992 comenzaron las obras de canalización para abrir una nueva red de gas natural. Se aprovecharon estos trabajos para hacer una labor de seguimiento y documentar todo lo que tuviera interés arqueológico además de aconsejar el desvío del trazado de las zanjas para evitar el destrozo en los tramos que fuesen especialmente importantes. Los resultados de este seguimiento fueron muy satisfactorios tanto en la calle de las Angustias como en otros puntos de la ciudad.
Fue posible documentar y estudiar el tramo de muralla que seguía la línea de las fachadas de los edificios construidos en dirección SE-NW, entre la calle del Bao y la desembocadura de la calle de Felipe II en la plaza de San Pablo.

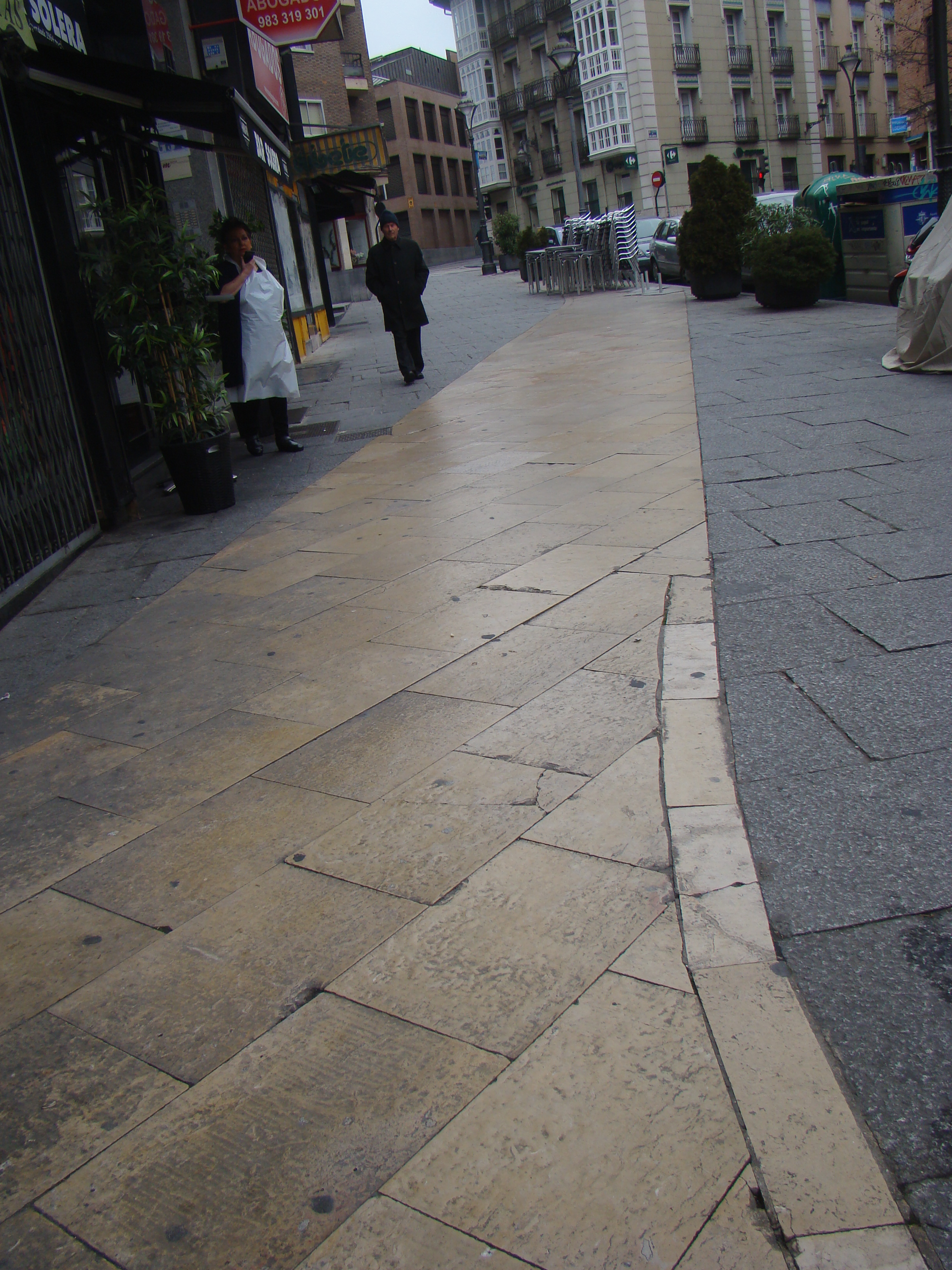
Señalización de la muralla siguiendo la línea SE-NW

La franja abierta para la conducción del gas permitió rematar el estudio sobre la planta del cubo que flanqueaba la puerta de la Peñolería y la existencia del tramo de muralla que iba entre las dos puertas: del Bao y Peñolería y que llegó a ser el trecho más importante en cuanto a documentación y estudio pormenorizado sobre la construcción y materiales empleados.
La muralla dejaba en su exterior dos barrios que iban poblándose y tomando relevancia sustancialmente. Son los barrios de San Martín y de la Antigua que tuvieron su nacimiento con el conde Ansúrez. Se supone que hubo una razón de carácter jurisdiccional pues la villa en aquellos años no formaba una unidad sino que estaba gobernada por el Concejo —intramuros— y el abad y cabildo de la colegiata —extramuros—. Las dos puertas de este tramo de muralla, Bao y Peñolería comunicaban fácilmente el acceso a ambas jurisdicciones.
En 1929 se llevó a cabo el derribo de la casa-palacio de los marqueses de Távara que tenía un amplio solar y se encontraba en la esquina de la Calle de Felipe II y Angustias. Tras el desmonte se empezó a construir el edificio de la Audiencia y cuando todavía se podía ver el solar y los comienzos de la construcción, Juan Agapito y Revilla fue testigo presencial de unos restos de la muralla y así lo contó en su libro de Las calles de Valladolid.

Existe todavía un resto, bien insignificante por cierto de un cubo de esta primitiva cerca, y está ofreciendo su parte cilíndrica en el mismo extremo de la medianería de la casa nº 67 (sic) de dicha calle de las Angustias, con el solar de la Audiencia en construcción que fue la casona del nº 69 (sic). No aparece toda la parte curva el cubo a la calle sino que se ofrece seccionado por haberse derribado la otra parte al demolerse esa casona, y bien claramente se observa que salía parte del cubo de la línea de la fachada de la casa del nº 67, como acusa la pequeña curva convexa, y que la arista de la fachada por la medianería, cae sobre la superficie que en sección horizontal desarrollaba el cubo. En toda la altura aparente y visible hoy, de unos cuatro metros, se ofrece el corte vertical del cubo, con su mampostería de pequeñas piedras y juntas muy gruesas...
Juan Agapito y Revilla, Las calles de Valladolid, 1937, pp. 520-521

### Demolición y aprovechamiento
Mientras se iba construyendo la cerca nueva en los primeros años del siglo XIV, la vieja subsistía y su lenta demolición ha podido ofrecer variados testimonios.	El desmonte llegó a constituir una nueva política municipal que consistió en la concesión gratuita del suelo con el pretexto de sanear y revalorizar el centro urbano histórico que se consideraba descuidado y envejecido por culpa de la vieja cerca. Los regidores sacaron adelante el proyecto incluso repartiéndose el antiguo recinto entre ellos mismos. El Almirante de Castilla en estos años era Alfonso Enríquez, personaje respetable, hombre de corte que también quiso sacar rendimiento en el reparto cosa que consiguió ya que, al parecer, se le debían bastantes favores; su petición fue aceptada y se redactó el acta de entrega del solar que quedó libre tras la desaparición de los muros en su recorrido por la Bajada de la Libertad y Angustias (Corredera de San Pablo).
Otros beneficiados tras la política municipal de privatización del suelo urbano fueron algunas instituciones como el monasterio de San Benito que entre 1401 y 1420 amplió tanto sus dependencias como su huerta a costa de la vieja muralla y sus portillos.
Del tramo entre la puerta del Bao y la antigua Costanilla (calle de la Platería) se aprovecharon no solo los regidores de la ciudad y sus familiares sino la propia Colegiata. En general casi todos los tramos derribados sirvieron para dejar libres unos buenos solares de los que se favorecerían sobre todo las autoridades y personas de influencia.

## SigloXIV
En los albores de este siglo se detecta en Valladolid una gran actividad en la construcción de una nueva cerca con un perímetro mayor. Ya a finales del siglo anterior en 1297 la documentación menciona la construcción de esta nueva muralla, a veces de manera indirecta cuando se notifica que el concejo de Valladolid vendió una tierra que estaba al otro lado del puente Mayor y el comprador afirma «haber pagado 80 maravedíes para la obra de la cerca  nueva de la villa». Ese fue uno de los recursos que empleó el concejo para financiar estas obras. Hubo otros recursos con buenos resultados como la recaudación del producto de las multas impuestas a los contraventores (infractores) de las ordenanzas del vino. Además se consiguió que el rey Fernando IV devolviera las rentas retenidas que provenían de los derechos sobre las casas de juego, tahonas, tráfico de lino y lana.
La cerca o muralla se construyó con irregularidad desde el punto de vista de los materiales empleados que debieron ser pobres en bastantes tramos y con buena mampostería y sillarejos con sillares en otros. Tuvo puertas y portillos y en algún caso incluso puertas torreadas pues la edificación tenía el doble cometido de ser una obra defensiva y fiscal.

### Recorrido de la muralla
Tomando como punto de partida el puente Mayor sobre el río Pisuerga  con su puerta del Puente —defendida por una sólida torre de piedra que estaba en el centro del puente—, seguía hacia el norte girando en ángulo recto hacia el este por detrás de la desaparecida iglesia parroquial de San Nicolás para tomar la Rondilla de Santa Teresa pasando por un tramo de la huerta de los dominicos de San Pablo 
hasta llegar a San Benito el Viejo donde se abría otra puerta con este mismo nombre. Desde aquí se dirigía hacia la cárcel de la Audiencia por la calle de Gondomar, frente a la parroquia de San Pedro que quedaba extramuros y que daba a otra puerta.

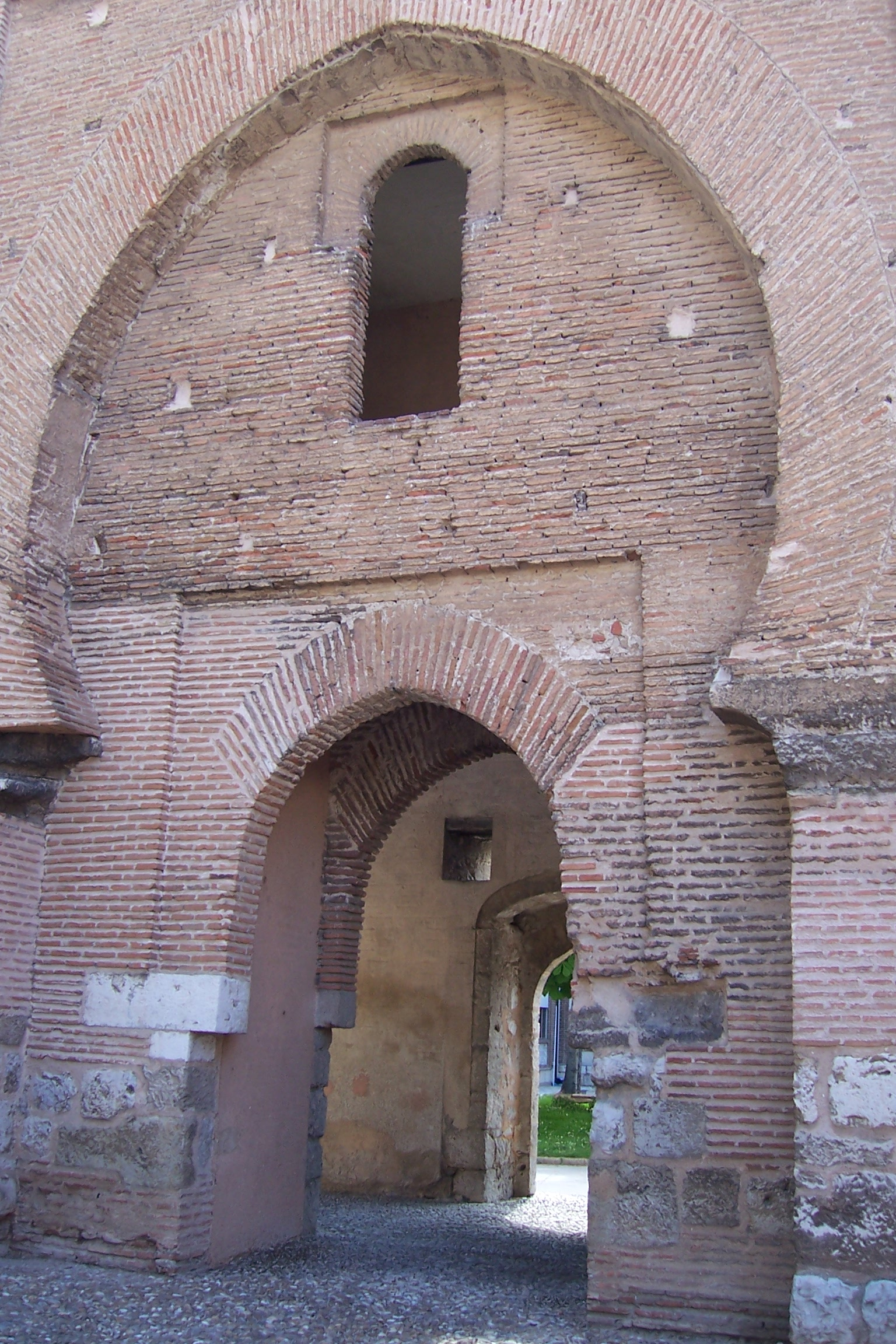
Puerta fortificada que perteneció al palacio de María de Molina

Seguía por detrás de las casas de la Audiencia hasta llegar a lo que se conocía como antigua Cruz del Prado o Prado de la Magdalena, una cruz conmemorativa situada en el empiece de lo que hoy es calle del Prado. Cruzaba el río Esgueva con la ayuda de un puentecillo de piedra que se conserva y llegaba a la iglesia de la Magdalena que por aquellos años era una ermita y que también daba su nombre a un postigo. El monasterio de las Huelgas que está a continuación de esta iglesia quedaba extramuros. En este punto subsiste una puerta fortificada que perteneció al palacio de María de Molina —transformado en monasterio de las Huelgas— y que pudo ser puerta de la muralla; la muralla atravesaba la huerta de este monasterio y llegaba a la calle Real de Burgos hasta la plaza de San Juan dejando esta parroquia fuera de los muros aunque dio su nombre a otra puerta (puerta de San Juan). Seguía su recorrido a espaldas del convento de la Merced Calzada por la mencionada calle Real hasta dar la vuelta por la calle de Herradores y llegar al final donde se encontraba la puerta de Santisteban o San Esteban en la plaza de la Cruz Verde que estaba muy bien defendida por castillo, foso y barbacana.
Seguía hacia el oeste por la Ronda de San Antón —después llamada calle de José María Lacort— hasta la puerta de Teresa Gil situada al final de esta calle. Desde aquí se aproximaba bastante al curso del Esgueva hasta llegar en línea paralela a la puerta del Campo o Arco de Santiago en el extremo de la calle que lleva este mismo nombre.
Subía después hacia el norte por la Ronda de San Lorenzo y su ermita donde hubo también un postigo antes de atravesar el Esgueva por el puente de la cárcel de la Ciudad. Seguía por el Espolón hacia el norte, paralela al río Pisuerga y llegaba hasta el puente Mayor dejando atrás el postigo de  Los Aguadores.

## Tercera cerca.SigloXVII
Desde finales del siglo XV y por crecimiento continuado de la ciudad, la segunda cerca se vio desbordada. Surgieron núcleos extramuros como los de San Andrés, las Tenerías, incluso el conocido como la Avellotilla o Vellotilla —a continuación de Tenerías—. El núcleo de las Tenerías llegó a tener su propia parroquia que fue la de San Ildefonso.
Como consecuencia, a principios del siglo XVII la ciudad se vio en la necesidad de construir una tercera muralla o más bien una cerca o tapia fiscal que sirviera también como seguridad sanitaria e impedir sobre todo la entrada (o incluso la salida) de la peste que por entonces hacía estragos; el gremio del vino tenía una especial disposición para defender y vigilar las puertas en pro de sus intereses fiscales. Por ello tomaron la iniciativa y sus peticiones para conseguir la construcción de la cerca datan de 1613.
El Ayuntamiento finalmente se hizo cargo en 1619 y así consta en sus actas. Dio permiso para la corta de 150 pinos cuya madera se emplearía en su construcción. El arquitecto Francisco Pellón se comprometió a llevar a cabo su conservación y reparar cada año los desperfectos que fueron muchos y muy graves y tenían en su contra la falta de una economía floreciente por parte del Ayuntamiento.
El accidente que tuvo mayor trascendencia fue el de 1788 como consecuencia de la gran inundación provocada por el Esgueva. En el Prado de la Magdalena quedaron destruidos varios metros de la cerca y uno de los cuatro ojos del puente de piedra por donde entraba el río. Los arcos de este puente se protegían con rejas para evitar que entraran barcas con mercancías de contrabando y cuando era necesaria la limpieza se levantaban esas rejas y se mantenía la zona aseada pero en esta ocasión o por descuido del servicio de mantenimiento o por demasiada acumulación de ramas y basura empezó a retenerse el agua rompiendo con fuerza la cerca y el puente.. El Ayuntamiento pidió que se hicieran proyectos para la reparación.

Proyecto para la reparación
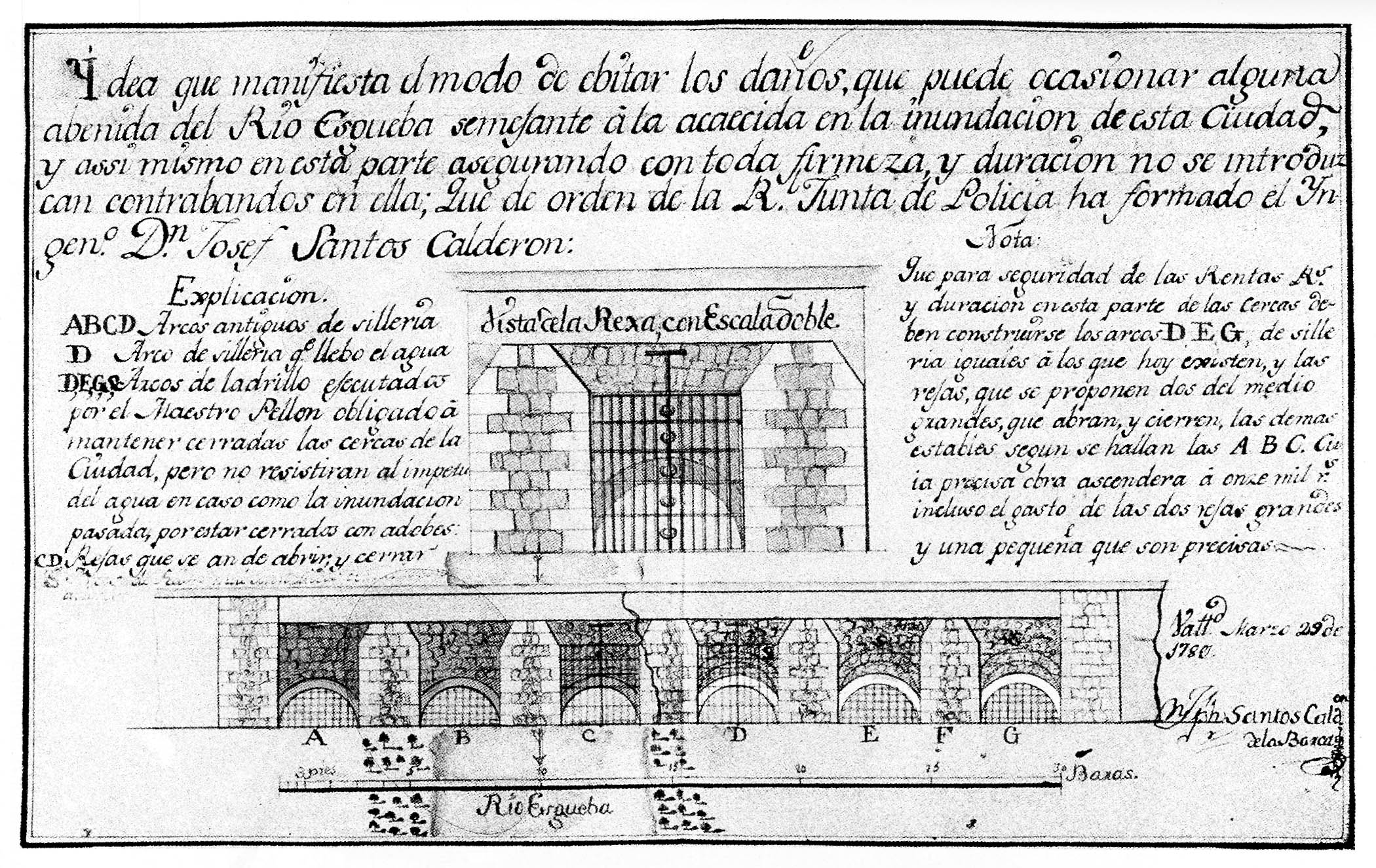
Proyecto para arreglar la cerca destruida del Prado de la Magdalena. Arquitecto José Santos Calderón de la Barca, 1789

### Recorrido de la cerca

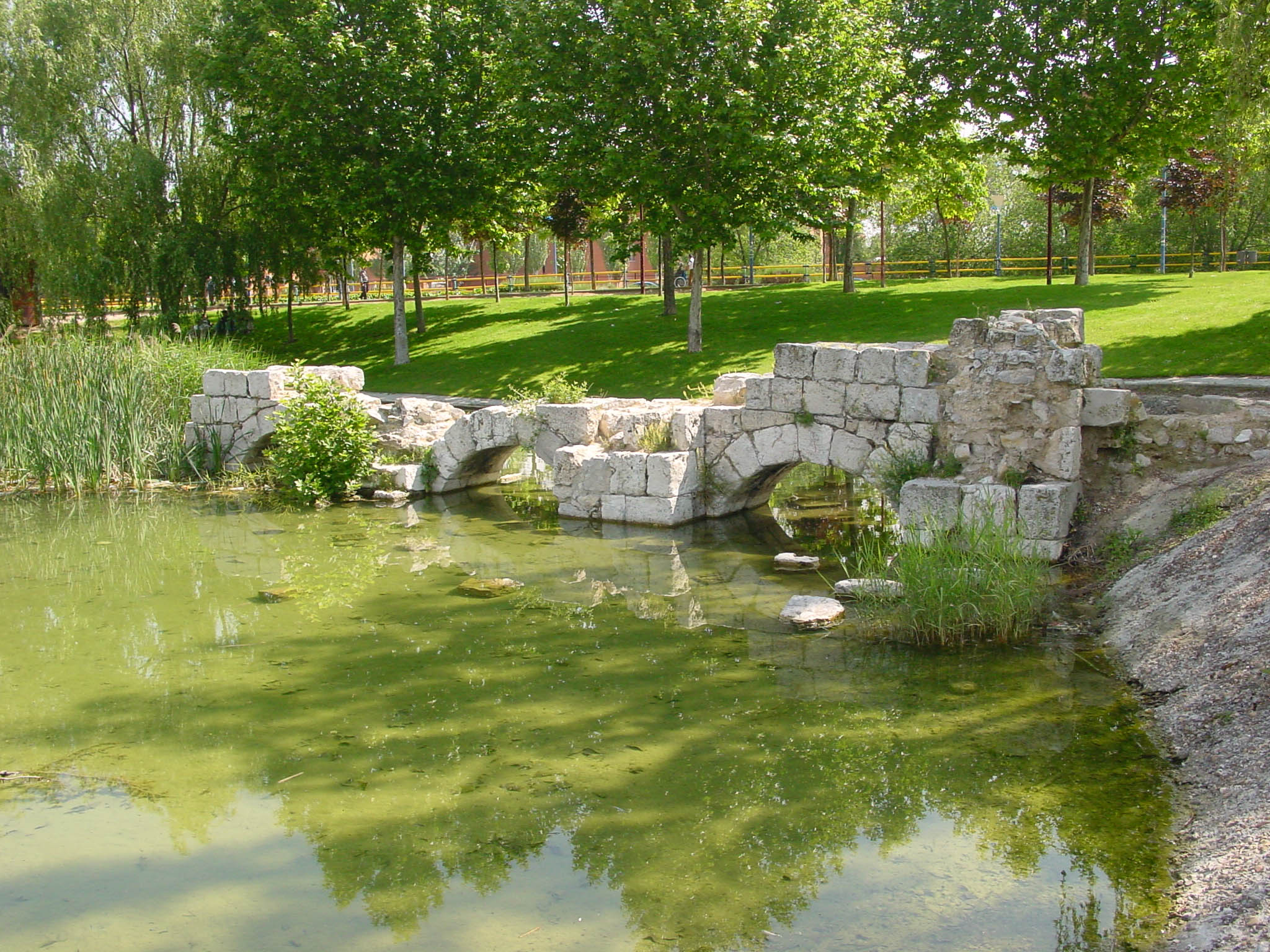
Vestigios conservados del puente de la Reina en el Prado de la Magdalena

Desde el puente Mayor seguía por la Rondilla de Santa Teresa hasta llegar al convento de Santa Clara. Atravesaba el camino de Cabezón y circundaba el Prado de la Magdalena. En este lugar permitía el paso del ramal norte del Esgueva por medio de unos arcos hechos en la misma cerca.
Tomaba dirección sur, pasaba el portillo de la Pólvora y llegaba hasta el ramal meridional del Esgueva. Desde las puertas de Tudela (plaza Circular) tomaba la dirección suroeste y pasaba cerca del convento de la Merced Descalza, llamado «convento de San José» donde estaba el portillo de la Merced.
Por detrás del Campo Grande atravesaba el antiguo camino de Madrid y parte de las huertas del convento del Carmen hasta llegar a la puerta del Carmen y de allí por detrás del convento de Sancti Spiritus se juntaba casi en paralelo con las riberas del Pisuerga. Terminaba la nueva cerca al juntarse con la puerta de San Lorenzo de la muralla anterior.

### Puertas y portillos
La cerca acogía un caserío con 22 000 almas más las huertas de los conventos y de la nobleza que eran abundantes. Tuvo cuatro puertas principales que cumplían un horario establecido de cierre y apertura distinto para el invierno y el verano. Entre las puertas había un portillo y lo mismo unas que otros contaban con su casilla para el personal encargado de la aduana.
Las cuatro puertas eran:

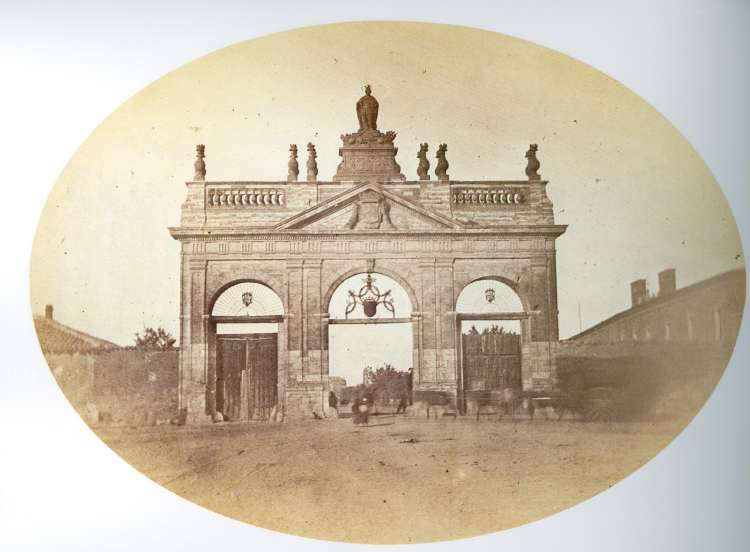
Puerta del Carmen

- Puerta del puente Mayor al noroeste.
- Puerta de Santa Clara al noreste, situada al final de la calle Quebrada en el extremo del barrio de Santa Clara. Además de dar entrada a los viajeros del norte era el lugar de paso de la «Posta de Ruedas» que llegaba desde Madrid, atravesaba la ciudad y se dirigía a la frontera de Francia.[47]
- Puerta de Tudela al este, al final de la calle de la Horca.[d] Por aquí entraba vino y uva.[49]
- Puerta del Carmen al sur, que disponía además de la casilla de un pozo de agua potable.[50]

Los portillos eran:

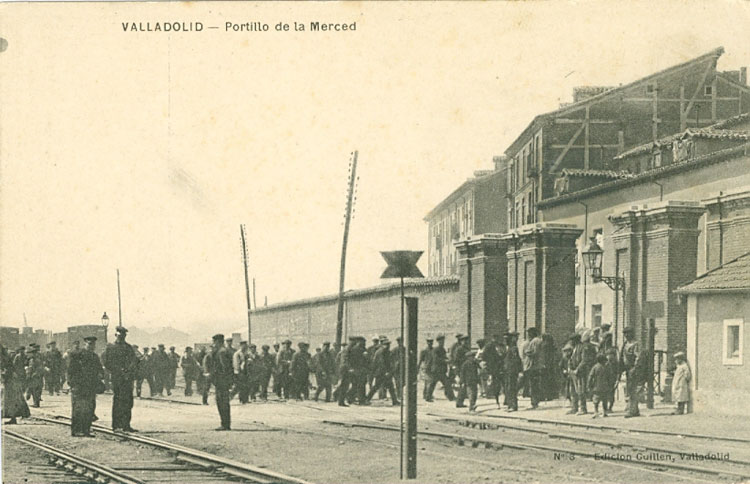
Portillo de la Merced

- Portillo de Balboa, entre el puente Mayor y Santa Clara.
- Portillo del Prado que era la salida hacia Renedo. Tuvo como puerta la portada de la iglesia del convento de los mercedarios calzados que trasladaron cuando se derribó el edificio; En 1873 el Portillo fue también desmantelado pasando dicha puerta a engrosar el patrimonio desaparecido.[51]
- Portillo de la Pólvora entre Santa Clara y Tudela.
- Portillo de la Merced entre Tudela y Carmen.

Esta cerca o tapia fiscal se mantuvo en activo hasta el siglo XIX.